# Рож ТВ
Рож ТВ (курд. Roj TV) — курдский спутниковый телеканал, обладающий наибольшей областью охвата курдской аудитории в Курдистане, в странах Европы, Ближнего Востока и Северной Африки. Вещает из Копенгагена (Дания). Штаб-квартира расположена в Бельгии по адресу: г. Брюссель, Дендерлеув, Фабрикстрат 6.
Телеканал Рож ТВ, являющийся преемником первого в истории курдского телеканала MED TV (англ.), начал вещание 1 марта 2004 года. Аудитория телеканала составляет 28 миллионов телезрителей из 77 стран мира. Телеканал вещает на пяти ближневосточных языках: курдском (диалектах курманджи, димили, сорани), турецком, зазаки, ассирийском и арабском.

## Открытый доступ на спутниках
Рож ТВ имеет открытый доступ на спутниках:
INTELSAT 1W
- 11.092 H
- Скорость потока информации (SR) 15.551

Eurobird 9 (англ.)
- 11.842 V
- Скорость потока информации (SR) 27.500
- FEC 3/4

Nilesat
- 11355 V
- Скорость потока информации (SR) 27.500
- FEC 3/4

## Программы

### Информационно-аналитические
- Актуальные события (Rojaktuel)
- Из Европы (Avrupa´dan)
- 7 дней (7. Gün)
- Ruwange
- Процесс (Pêvajo)
- Разъяснение (Rave)
- На прямую (Rasterast)
- Хранилище знаний (Ramangeh)
- Новый лист (Nûpel)
- Анализ дня (Rojanaliz)
- На повестке дня (Rojev)
- На повестке дня (Gündem) на турецком языке
- По горячим следам (Sêla Sor)
- День (Roşt)

### Публицистические
- Молодёжь (Ciwan)
- Ваше слово (Söz Sizin)
- Цвет жизни (Rengê Jiyanê)
- Мешок Дервиша (Turikê Dewrêş)
- Страна разнообразий (Hane Rengîne)
- Добрый день, Курдистан! (Rojbaş Kurdistan!)
- Бабочка (Perperok)
- Свет жизни (Çira Jiyanê)
- Портрет (Portre)
- Ада (Ada)
- Здоровье (Tenduristî)
- Договор (Peyman)

### Культурно-развлекательные
- Наша мелодия (Awaza Me)
- Ночной свет (Şevçira)
- Разнообразье (Rengîn)
- Лучи искусства (Tîşkî Huner)
- Курдская кинотека (SînemaTeka Kurdî)
- Третий шаг (Gava Sêyemîn)
- Страна солнца (Welatê Rojê)
- Дидар (Dîdar)
- Диланар (Dîlanar)

### Детские и юношеские
- Божья коровка (Xalxalok)